# John McBryde
John Peter Robert McBryde (ur. 9 marca 1939 w Maryborough) – australijski hokeista na trawie, medalista olimpijski.
Występował w obronie. Grał m.in. w igrzyskach olimpijskich w Rzymie, gdzie wystąpił w ośmiu meczach; z drużyną zajął szóste miejsce. Cztery lata później na igrzyskach w Tokio osiągnął wraz z drużyną trzecie miejsce i brązowy medal olimpijski (również wystąpił w ośmiu meczach). Nie strzelił w tych turniejach żadnego gola.
Był kapitanem „brązowej drużyny olimpijskiej” na igrzyskach w Tokio. W kadrze narodowej grał jeszcze w 1966 roku. W późniejszym czasie wyemigrował do Kanady, w której to rozwijał swoją karierę trenerską. W latach 70. i 80. był nawet trenerem drużyn narodowych tego kraju (zarówno męskiej i żeńskiej).

## Życiorys
- John McBryde Bio, Stats and Results. Sports-reference.com. [dostęp 2014-09-06]. [zarchiwizowane z tego adresu (2012-12-13)]. (ang.).